# Lokale Pengeinstitutter
Lokale Pengeinstitutter eller Lokale Pengeinstitutter – Foreningen for lokale banker, sparekasser og andelskasser i Danmark er en brancheorganisation for mindre og mellemstore andelskasser, sparekasser og banker i Danmark. Foreningen har  ca. 60 medlemmer i Danmark, Grønland og på Færøerne.
Foreningen Lokale Pengeinstitutter blev oprindelig oprettet af en større gruppe provinsbanker under navnet De Danske Provinsbankers Forening, en forening, der blev stiftet i 1905. 
Navnet og organisations spændvidde blev ændret og justeret under de store forandringer der foregik inden for den finansielle sektor i begyndelsen af 1990'erne hvor en række store bankfusioner foregik. En række sparekasser tilsluttede sig i 1993 foreningen, som samtidig ændrede navn til Lokale Pengeinstitutter. 
Senere tilsluttede også en række lokale andelskasser sig foreningen, hvorefter foreningen dækker stort set alle pengeinstitutter i Danmark med lokal forankring.

## Formænd
- 1905-1918: Albert Westergaard, Banken for Skanderborg og Omegn
- 1918-1921: C. Mende, Handels- og Landbrugsbanken i Svendborg
- 1921-1926: Olaf Nielsen, Aalborg Diskontobank
- 1926-1928: E. Østergaard, Lollands Handels- og Landbrugsbank
- 1928-1948: Christian D.A. Andersen, Aarhuus Privatbank
- 1948-1953: Olaf Nielsen, Aalborg Diskontobank (igen)
- 1953-1958: J.W. Palludan, Varde Bank
- 1958-1964: Gunnar Holm, Vejle Bank
- 1964-1972: K.O. Petersen, Haandværker-, Handels- og Landbrugsbanken
- 1972-1975: Hans Egsgaard-Pedersen, Midtbank
- 1975-1978: Flemming Marcussen, Forstædernes Bank
- 1978-1981: Otto Malmmose, Sydfyns Discontobank
- 1981-1986: Jørgen Holt, Nordvestbank
- 1986-1988: Preben Andersen, Aarhus Discontobank
- 1988-1990: Niels Valentin Hansen, Roskilde Bank
- 1990-1993: Poul Erik Bastrup, Salling Bank
- 1993–2007: Jacob Leth, Sparekassen Kronjylland
- 2007–2011: Bent Naur, Ringkjøbing Landbobank
- 2011- : Claus E. Petersen, Den Jyske Sparekasse